# Ливанос, Джордж
Джордж Пи́тер (Панайо́тис) Ливано́с (англ. George Peter (Panayiotis) Livanos; 9 августа 1926, Новый Орлеан, Луизиана — 1 июня 1997, Афины) — греко-американский международный бизнесмен, судовой магнат, миллиардер. Один из крупнейших греческих судовладельцев. Созданная Ливаносом судоходная компания CERES стала пионером быстрых паромных перевозок между греческими островами. В конце 1980-х и 1990-х годах его торговый флот являлся крупнейшим в Греции. Внёс значительный вклад в восстановление послевоенной Греции. Основатель Греческой ассоциации по защите морской среды (HELMEPA). Первый грек, занимавший пост главы Балтийского и международного морского совета (BIMCO) — крупнейшего в мире объединения в сфере судоходной индустрии. Был среди ключевых фигур, создававших современное греческое лобби в США, и, являясь его влиятельным членом, принимал активное участие в отстаивании интересов греческого судоходства и многих инициативах по продвижению Греции на международном уровне.

## Биография
Был единственным ребёнком в семье греческого иммигранта Панайотиса (Питера) Ливаноса, уроженца острова Хиос (Греция), и американки. Оба родителя Джорджа умерли, когда он был ещё ребёнком, и мальчик рос на попечении дяди (со стороны отца) Пантазиса и его супруги Ирини. Посещал Афинский колледж — престижную греко-американскую частную школу, которую впоследствии поддерживал на протяжении всей своей жизни, в том числе будучи членом её попечительского совета.
После окончания Второй мировой войны служил в Транспортном корпусе Армии США, сначала в Японии, а затем в Корее, в качестве капитана перевозивших грузы судов.
В 1946 году окончил экономический факультет Афинского национального университета имени Каподистрии. Изучал бизнес-администрирование в Университете Хофстра (США).
Самые ранние успехи Ливаноса в семейном бизнесе были связаны с приобретением военных кораблей Liberty у правительства США, восстановлением их функционирования и дальнейшей продажи Японии на металлолом.
В 1960-х годах возглавил судоходную компанию Ceres Hellenic Shipping Enterprises, которую его дядя, капитан Джон Дж. П. Ливанос, основал в 1950 году в Нью-Йорке. В конце концов Ливанос переместил головной офис компании в Грецию.
Управлял своим бизнесом из Лозанны (Швейцария).
В поздние годы инвестировал в недвижимость, а также в банковские операции совместно с Василисом (Бэзилом) Гуландрисом, другим греческим судовладельцем из Лозанны.
Благодаря неизмеримому вкладу Ливаноса в возрождение экономики Греции, когда она восстанавливалась после Второй мировой и гражданской войн, эта страна стала одним из мировых лидеров в области торгового судоходства. Его флот, состоявший из более чем 100 судов, являлся крупнейшим торговым флотом в Греции. Все суда бизнесмена неизменно ходили под греческим флагом, несмотря на огромные налоговые преимущества от использования «удобных флагов», а их экипажи набирались исключительно из числа этнических греков.
Ливанос активно продвигал усилия по защите морской среды от вреда, наносимого крупномасштабными морскими перевозками. В июне 1982 года им была основана Греческая ассоциация по защите морской среды (HELMEPA) с целью поощрения улучшения подготовки экипажей и мер безопасности на судах со стороны судовладельцев. Создание HELMEPA поддержали пять крупных природоохранных организаций: Римский клуб, Международный союз охраны природы и природных ресурсов, Всемирный фонд дикой природы, Международный океанографический институт и Международный институт по окружающей среде и развитию.
С целью оживления греческого туризма, и обеспечения быстрого сообщения между материковой частью Греции и Эгейскими островами, Ливанос приобрёл у СССР судно на подводных крыльях, известное в Греции как Flying Dolphins, добившись большого успеха его использования в греческих водах.
В 1988 году поддержал кандидата в президенты США от Демократической партии Майкла Дукакиса, грека по происхождению.
В 1989—1991 годах — председатель совета директоров Балтийского и международного морского совета.
В 1994 году, в связи с ухудшением состояния здоровья, повседневное управление Ceres Hellenic передал своему сыну Питеру Дж. Ливаносу.
Являлся почётным членом Американского бюро судоходства, председателем греческого комитета компании Det Norske Veritas, членом совета директоров компании Hellenic Mutual War Risks Insurance Association и Союза греческих судовладельцев, и др.
Активно развивал и улучшал американо-греческие отношения.
Внёс большой вклад в организацию греческой общины Нью-Йорка, в том числе в создание культурных и политических институтов, занимающихся сохранением идентичности греков как этнического меньшинства в США. Являлся членом Ордена святого апостола Андрея (архонт Вселенского Патриархата).

## Личная жизнь
В браке с Фотини Каррас, дочерью греческого судовладельца Янниса Карраса, имел сына Питера (Панайотиса) и дочь Марину.
Близким другом Ливаноса был премьер-министр Греции Андреас Папандреу.